# Levi Strauss & Co.
Levi Strauss & Co. – prywatne amerykańskie przedsiębiorstwo odzieżowe z siedzibą w San Francisco, znane z produkcji spodni dżinsowych oraz innych produktów odzieżowych, takich jak koszulki, kurtki, buty i torby.

## Opis
Przedsiębiorstwo zostało założone w roku 1853 na zachodnim wybrzeżu USA, po przybyciu do San Francisco niemieckiego imigranta Leviego Straussa (właśc. Löb Strauß). Zasłynęła z produkcji na dużą skalę kombinezonów dżinsowych, dzięki zamówieniom na odzież roboczą dla pracowników pracujących przy budowie Kanału Panamskiego. Nowoczesne fasony dżinsów powstały po raz pierwszy w latach 20. XX wieku w zakładach Levi Strauss & Co.
Przedsiębiorstwo jest obecnie własnością potomstwa i powinowatych czterech bratanków Leviego Straussa. Marka Levi Strauss jest globalnym liderem rynku sprzedaży jeansów i innych spodni typu casual.

## Działalność w Polsce
W 1992 roku spółka uruchomiła zakład produkcyjny w Płocku, który w 2024 roku zatrudniał ok. 650 osób.
W 2024 roku zakład został zamknięty. Była to ostatnia fabryka spółki w Europie. Utrzymała ona jednocześnie w Polsce sieć 25 salonów sprzedaży.